# 경관생태학

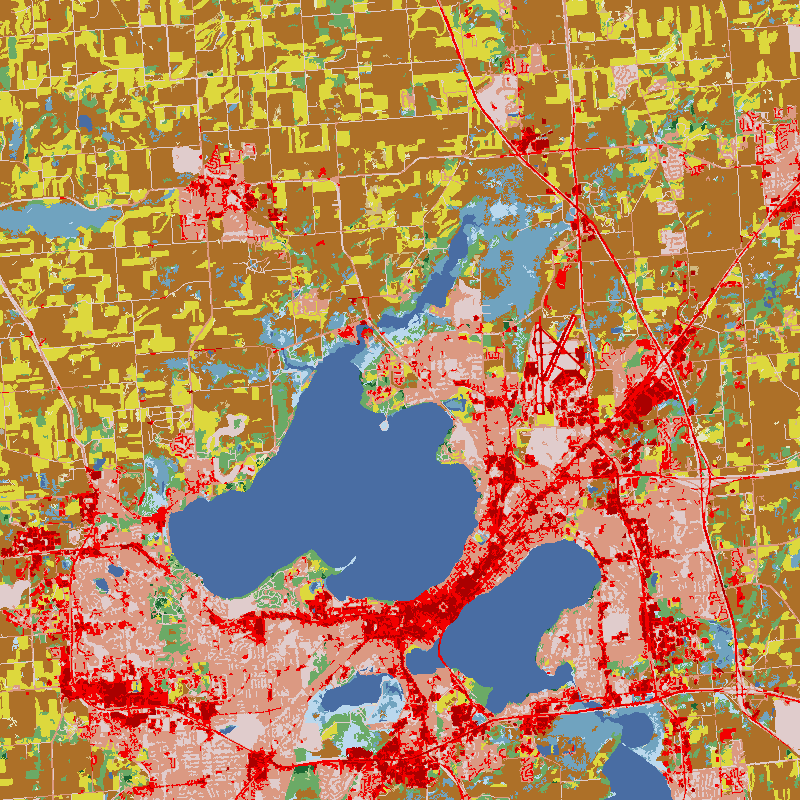
위스콘신주 매디슨 주변의 랜드 커버(land cover). 들판은 노란색과 갈색으로 표시되고 도시 표면은 빨간색으로 표시된다.

경관생태학(Landscape ecology)은 환경의 생태 과정과 특정 생태계 사이의 관계를 연구하고 개선하는 과학이다. 이는 다양한 경관 규모, 개발 공간 패턴, 조직 수준의 연구 및 정책 내에서 수행된다. 간단히 말해서, 경관생태학은 생물다양성과 지질다양성의 시너지 결과로서 “경관 다양성”의 학문으로 설명될 수 있다.
시스템 과학의 고도로 학제간 분야인 경관 생태학은 생물물리학적, 분석적 접근 방식을 자연과학과 사회과학 전반에 걸쳐 인본주의적이고 전체적인 관점과 통합한다. 경관은 숲, 초원, 호수와 같은 상대적으로 자연적인 육상 및 수생 시스템부터 농업 및 도시 환경을 포함한 인간이 지배하는 환경에 이르기까지 다양한 상호 작용 패치 또는 생태계를 특징으로 하는 공간적으로 이질적인 지리적 영역이다.
경관 생태학의 가장 두드러진 특징은 패턴, 과정 및 규모 간의 관계를 강조하고 광범위한 생태 및 환경 문제에 중점을 둔다는 것이다. 이는 생물물리학과 사회경제학의 결합을 필요로 한다. 경관 생태학의 주요 연구 주제에는 경관 모자이크의 생태적 흐름, 토지 이용 및 토지 피복 변화, 규모 조정, 경관 패턴 분석과 생태 과정 관련, 경관 보존 및 지속 가능성이 포함된다. 경관 생태학은 또한 전염병을 유발할 수 있는 새로운 인간 병원체의 개발 및 확산에서 경관 다양성에 대한 인간의 영향을 연구한다.

## 같이 보기
- 생물지리학
- 생태학
- 조경